# آب‌نبات چوبی (ترانه ۱۹۵۸)
«آب‌نبات‌چوبی» (به انگلیسی: Lollipop) ترانه‌ای است که جولیوس دیکسون و بورلی راس آن را نوشته‌اند و اولین بار توسط گروه دونفرهٔ رونالد اند رابی اجرا شده‌است. این قطعه زمانی به شهرت رسید که توسط گروه دخترانهٔ کوردِتس کاور شد.

## درباره
دیکسون و راس این ترانه را با الهام از اتفاقی که برای دختر دیکسون افتاده بود نوشتند؛ یک آب‌نبات‌چوبی لای موهای دختر دیکسون گیر کرده بوده و همین باعث شده که او با تأخیر به جلسهٔ ترانه‌سرایی با راس برسد. در حالی که دیکسون کلمهٔ آب‌نبات چوبی را تکرار می‌کرد، راس ملودی را نوشت و به این شکل قطعهٔ «آب‌نبات‌چوبی» خلق شد.
«آب‌نبات‌چوبی» را اولین‌بار گروه رونالد اند رابی (که همسر راس یکی از دو عضو آن بود) ضبط شد. با وجود این‌که نسخهٔ رونالد اند رابی بیستمین ترانهٔ پرفروش روز شد اما اجرای کروه کوردتس از «آب‌نبات‌چوبی» محبوبیت آن را فراگیر کرد. کوردتس با نگه‌داشتن خط جذاب «لالی‌پاپ، لالی‌پاپ، او لالی لالی لالی لالی‌پاپ» یک صدای ترکیدن حباب هم به آن اضافه کردند. نسخهٔ کوردِتس در زمان انتشارش در ایالات متحده تا ردهٔ دوم جدول ۱۰۰ آهنگ داغ بیلبورد صعود کرد و پس از ترانهٔ «آقای سَندمَن» (۱۹۵۴) بزرگ‌ترین موفقیت آن گروه در چارت‌های موسیقی را رقم زد.